# Iptar-Sin
Iptar-Sin (klinopisno IB.TAR.Sîn) je bil 51. asirski kralj, ki je vladal dvanajst let sredi  17. stoletju pr. n. št.

## Življenje
Seznam asirskih kraljev vsebuje zaporedje petih kraljev s kratkimi vladavinami, ki naj bi prehajale z očeta in sina.  Landsberger domneva, da so bili Libaja, Šarma-Adad I. in Iptar-Sin morda Belu-banijevi bratje in ne njegovi potomci. Na Seznam asirskih kraljev je omenjen kot sin Šarma-Adada I., na drugem fragmentu seznama pa je izpuščen.  Na seznamu sinhronih kraljev  je omenjen kot LIK.KUD-Šamaš in sodobnik babilonskega vladarja mDIŠ + U-ENa. Slednji je neznan in vrinjen med vladavini Gulkišarja in njegovega sina Pešgaldarameša iz Druge babilonske dinastije.
Iptar-Sina je nasledil Belu-banijev sin Bazaja.